# Rika (Vrbas)
Rika je rijeka u Bosni i Hercegovini, desna je pritoka Vrbasa.
Izvire u podnožju prijevoja na Karaulskoj gori, istočno od Jajca. U Vrbas se ulijeva uzvodno od Jajca, u naselju Rika. Protječe kroz kanjon koji razdvaja Dnolučku planinu od Radalja.
U Riku se ulijeva više manjih potoka. 
Površina porječja Rike je 80 km2.